# Елизабет фон Нюрнберг
Елизабет фон Нюрнберг (на немски: Elisabeth von Nürnberg; † ок. 1383) от род Хоенцолерн е бургграфиня от Нюрнберг и чрез женитба графиня на Шаунберг.
Тя дъщеря на бургграф Йохан II фон Нюрнберг († 1357) и съпругата му графиня Елизабет фон Хенеберг († 1377), дъщеря на княз Бертхолд VII († 1340) от графство Хенеберг и Аделхайд фон Хесен (1268 – 1315).
Сестра е на Фридрих V (1333 – 1398), бургграф на Нюрнберг, Маргарете († 1377), омъжена през 1359 г. за херцог Стефан II от Бавария, Анна († 1383), абатиса в манастир Химелкрон (1370 – 1383), и на Аделхайд, монахиня в Биркенфелд (1361 – 1370).

## Фамилия
Елизабет фон Нюрнберг е сгодена на 9 февруари 1353 г. и се омъжва пр. 5 април 1360 г. за граф Улрих I фон Шаунберг († 6 март 1373), син на граф Хайнрих V фон Шаунберг († 1353/1357) и графиня Анна фон Труендинген († 1331/1337). Те имат един син:
- Хайнрих VII (VIII) граф фон Шаунберг († 1396)

Елизабет фон Нюрнберг умира ок. 1383 г. и е погребана в манастир Вилхеринг.